# Combahee River Collective
El Combahee River Collective (en català: Col·lectiu del riu Combahee) va ser una organització feminista negra i lèsbica que va operar a Boston entre 1974 i 1980. Principalment coneguda per la seva declaració de principis, Combahee River Collective Statement (Declaració del Col·lectiu del riu Combahee) un document clau per a la història del feminisme negre contemporani i el desenvolupament de conceptes d'identitat com els que utilitzaven les organitzacions polítiques i els teòrics socials.

## Principis a la NBFO
L'escriptora Barbara Smith i altres delegades que van assistir al primer congrés regional (1973) de la National Black Feminist Organization (NBFO, en català: Organització Nacional del Feminisme Negre) a Nova York, van realitzar el treball preliminar pel Combahee River Collective amb els seus esforços per construir una secció de la NBFO a Boston.
En el seu assaig de 2001 From the Kennedy Commission to the Combahee Collective, la historiadora i professora d'estudis afroamericans Duchess Harris afirma que al 1974 el col·lectiu de Boston es va adonar que el seu punt de vista sobre el canvi social era més radical que el de la NBFO, i com a conseqüència el grup va decidir establir-se pel seu compte com Combahee River Collective. Les membres del col·lectiu, especialment Barbara Smith i Demita Frazier, creien que era crític que l'organització s'orientés cap a les necessitats de les lesbianes negres, a més d'organitzar-se en representació de les feministes negres.

## Nom del col·lectiu
El nom del col·lectiu va ser suggerit per Barbara Smith que volia nomenar al col·lectiu en honor d'un esdeveniment històric significatiu per a les dones afroamericanes. El nom commemora una operació militar planejada i liderada per Harriet Tubman el 2 de juny de 1863 al riu Combahee, un riu d'aigües negres de la regió de Port Royal a Carolina del Sud. L'acció va alliberar a més de 750 esclaus, en l'única campanya militar de la història dels Estats Units planejada i dirigida per una dona. Aquest succés era conegut per Smith per un exemplar del llibre Harriet Tubman, Conductor on the Underground Railroad d'Earl Conrad.

## Desenvolupament de la declaració
La declaració del Col·lectiu del riu Combahee va ser desenvolupada per «un grup de feministes negres […] involucrades en el procés de definir i aclarir la nostra política, mentre […] es realitza treball polític amb el nostre propi grup i en coalició amb altres organitzacions i moviments».
Les membres del col·lectiu van descriure haver tingut un sentiment d'haver creat alguna cosa que no havia existit prèviament. Demita Frazier va descriure els inicis del col·lectiu com al d'un «pastís sense recepta», en el sentit que les dones involucrades havien de crear des de zero el sentit i el propòsit del grup. En l'assaig de Barbara Smith de 1995 Doing it from Scratch: The Challenge of Black Lesbian Organizing (en català: Començar de zero: el desafiament de l'organització lèsbica negra), que pren prestada la declaració de Frazier, es descriuen les activitats inicials del col·lectiu com a la «creació de consciència i treball polític sobre multitud de temes», juntament amb la construcció de «xarxes d'amistat, comunitat i una rica cultura de dones negres on no havia existit abans.»

### Procés d'escriptura de la declaració
A mitjans de la dècada de 1970, les membres del Combahee River Collective es reunien al centre per a dones de Cambridge (Massachusetts). El col·lectiu va organitzar retirs pel nord-est dels EUA entre 1977 i 1979 per discutir temes de preocupació del feminisme negre. L'escriptora Alexis De Veaux, biògrafa de la poeta Audre Lorde, va comentar que l'objectiu d'aquests retirs era «institucionalitzar el feminisme negre» i desenvolupar «una separació ideològica amb el feminisme blanc», a més de discutir «les limitacions de la fixació del feminisme blanc amb la preeminència del gènere com a opressió.».
El primer 'retir del feminisme negre' es va realitzar al juliol de 1977 a South Hadley. El seu objectiu era avaluar l'estat del moviment, compartir informació sobre el treball polític de les participants, i parlar sobre les possibilitats i els problemes per organitzar a les dones negres. «Vint feministes negres […] van ser convidades i se'ls va demanar que portessin còpies d'alguns escrits rellevants per al feminisme negre (articles, pamflets, periòdics, els seus propis treballs creatius…) per compartir-los amb el grup. Barbara Smith, Demita Frazier i Beverly Smith, que havien organitzat els retirs, esperaren que aquests proporcionarien estímul polític i rejoveniment espiritual.»
El segon retir es va realitzar al novembre de 1977 a Franklin Township, Nova Jersey; i el tercer i el quart es van programar per al març i juliol de 1978. «Després que aquests retirs es realitzessin es va animar a les participants a escriure articles sobre la dona del tercer món per Conditions, una revista editada per Lorraine Bethel i Barbara Smith.» La importància de la publicació es va ressaltar en el cinquè retir, realitzat al juliol de 1979, i el col·lectiu va discutir contribuir amb articles de temàtica històrica lèsbica per a dues revistes, Heresies i Frontiers.
«Les participants en el sisè retir […] van discutir articles de l'exemplar de maig/juny de 1979 de The Black Scholar titulats col·lectivament El debat del sexisme negre [...]. A més, van discutir de la importància d'escriure per Essence per recolzar un article del número de setembre de 1979 titulat "Sóc lesbiana", de Chirlane McCray, que […] va ser membre de Combahee».
El setè retir es va realitzar a Washington D.C., al febrer de 1980. La declaració final es va basar en aquesta discussió del col·lectiu i va ser redactada per les activistes Smith, Frazier i Smith.

### Impacte polític, social i cultural de la declaració
La declaració del col·lectiu del riu Combahee és considerada dels documents més rellevants i convincents produïts pel feminisme negre, i Harriet Sigerman, autora de The Columbia Documentary History of American Women Since 1941 qualifica les solucions que proposa la declaració per als problemes socials com la discriminació racial i sexual, l'homofòbia i la política classista de «polifacètiques i interconnectades».
M. E. Hawkesworth i Maurice Kogan es refereixen a aquesta declaració en la seva obra Encyclopedia of Government and Politics com «el que amb freqüència es veu com a la declaració definitiva respecte a la importància de la política d'identitat, particularment per a la gent la identitat de la qual està marcada per múltiples opressions entrellaçades.»
S'acredita a Smith i al Combahee River Collective l'encunyació del terme política d'identitat, que la van definir com «una política que sorgeix de les nostres experiències materials objectives com a dones negres». En el seu assaig From the Kennedy Commission to the Combahee Collective: Black Feminist Organizing, 1960–1980, Duchess Harris reconeix els mèrits de «les expressions polítiques plurals de les feministes negres en el Combahee River Collective, definint la naturalesa de la política d'identitat en la dècada dels 1980 i 1990, i desafiant a les primeres apel·lacions i doctrines "existencialistes"».
El col·lectiu va desenvolupar una anàlisi multidimensional que reconeix una simultaneïtat d'opressions, i rebutja classificar les opressions segons la raça, la classe i el sexe. Segons l'escriptora i acadèmica Angela Davis, aquesta anàlisi estava influenciada pels moviments inicials del marxisme negre i el nacionalisme negre, i era de naturalesa antiracista i anticapitalista.

## Declaració del Col·lectiu del Riu Combahee (1977)

### Opressions entrellaçades
La declaració estableix «el compromís per lluitar activament contra l'opressió racial, sexual, heterosexual i de classe» i descriu la seva tasca especial com «al desenvolupament de l'anàlisi i la pràctica integrats basats en el fet que els principals sistemes d'opressió estan entrellaçats». Concloent que:«la síntesi d'aquestes opressions crea les condicions de les nostres vides».

### Alliberament de les dones negres
El col·lectiu va recalcar la creença fonamental i compartida que les dones negres són inherentment valuoses i que el seu alliberament és una necessitat no associat a les de ningú més, sinó per la seva pròpia necessitat com a persones autònomes; i expressen un compromís especial per treballar en aquestes lluites en les quals la raça, el sexe i la classe són factors simultanis d'opressió.

### Importància del feminisme negre
El grup veia al feminisme negre com el moviment polític lògic per a combatre les opressions múltiples i simultànies que afecten a totes les dones negres; i creia que «la política més profunda i potencialment radical ve directament de la nostra pròpia identitat.»
La declaració descriu «el feminisme negre contemporani com a resultat d'incomptables generacions de sacrifici personal, militància, i treball de les nostres mares i germanes, com ara Sojourner Truth, Harriet Tubman, Frances E. W. Harper, Ida B. Wells Barnett i Mary Church Terrell, (a més de milers i milers de dones desconegudes).» El treball d'aquestes hauria estat ocultat «per les forces reaccionàries externes, el racisme i l'elitisme del moviment feminista».

### Problemes per organitzar a les feministes negres
La declaració del col·lectiu assenyala que: «El feminisme és […] molt amenaçador per a la majoria de la gent negra perquè crida a qüestionar alguns dels supòsits més bàsics de la nostra existència, per exemple, que el sexe hauria de ser determinant en el poder de les relacions […] Les condicions materials de la majoria de la gent negra amb prou feines els indueixen a alterar els seus acords econòmics i sexuals que semblen representar certa estabilitat en les seves vides. Moltes dones negres tenen un bon coneixement tant del sexisme com del racisme en les seves vides, però a causa de les restriccions quotidianes en les seves vides no poden arriscar-se a lluitar contra ambdues».

### Destrucció del capitalisme, imperialisme i el patriarcat
El col·lectiu va teoritzar que per a l'alliberament de totes les persones oprimides era necessària la destrucció dels sistemes polítics i econòmics del capitalisme, imperialisme i el patriarcat.

### Racisme en el feminisme blanc
El col·lectiu Combahee va expressar la seva preocupació i desig d'assenyalar públicament el tema de racisme en el moviment feminista blanc. La declaració deixa clar que: «Eliminar el racisme en el moviment femení blanc és per definició un treball que han de fer les dones blanques, però nosaltres seguirem denunciant i exigint responsabilitat sobre aquest tema».

## Altres treballs polítics
A l'enciclopèdia Lesbian Histories and Cultures, un de les editors Jaime M. Grant contextualitza el treball del Combahee River Collective en les tendències polítiques de la seva època de la següent forma:
| « | El col·lectiu es va agrupar en un moment en el qual moltes de les seves membres estaven lluitant per definir una pràctica del feminisme alliberador juntament amb l'ascendent del moviment feminista predominantment blanc i l'opinió del nacionalisme negre que les dones havien de supeditar-se al lideratge negre masculí. | » |

Grant creu que el CRC va ser d'importància transcendental en l'aparició de la política de coalició de finals de la dècada de 1970 i començaments de la de 1980, que va demostrar els papers claus que les feministes progressistes de color podien exercir, cobrint buits «entre continuïtats diverses», a més de crear al mateix temps noves possibilitats per al canvi en comunitats profundament dividides.
Assenyala que a més d'escriure la declaració, els membres del col·lectiu van lluitar activament contra la segregació a les escoles públiques de Boston, en campanyes comunitàries contra la brutalitat policial als barris negres i en les manifestacions sol·licitant llocs de treball en la construcció per a obrers negres.
El col·lectiu també va ser políticament actiu en temes de violència contra les dones, en particular en l'assassinat a Boston de dotze dones negres i una dona blanca al 1979. Ja que segons Becky Thompson, professora del Simmons College i autora de Promise and a Way of Life: «White Antiracist Activism, el departament de policia de Boston i els mitjans de comunicació van intentar despatxar els assassinats sense una recerca exhaustiva amb al·legacions que eren prostitutes.»

En una col·laboració en un diari al 1979, Barbara Smith va escriure:
| « | Aquell hivern i primavera van ser una època de gran desmoralització, fúria, tristesa i por per a moltes dones negres de Boston, jo mateixa inclosa. Per a mi, a més a més, va ser un temps d'organització política d'intensitat i importància com mai ho havia estat abans. L'anàlisi polític i la pràctica del feminisme negre que el Combahee River Collective havia desenvolupat el 1974 ens possibilita entendre tant les implicacions politicosexuals com politicoracials dels assassinats i ens van posicionar per a ser l'enllaç entre les diverses comunitats que estaven indignades: la gent negra, especialment les dones negres, altres dones de color, i les feministes blanques, moltes de les quals eren a més lesbianes. | » |

Smith va desenvolupar aquestes idees en un pamflet amb sobre el tema, articulant la necessitat de considerar aquests assassinats tant crims racistes com sexistes, i posant èmfasi en la necessitat de parlar sobre la violència contra les dones en la comunitat negra.
En una entrevista al 1994 amb Susan Goodwillie, Smith va assenyalar que aquesta acció va obrir el grup a la comunitat majoritària de Boston. Va comentar que el pamflet tenia la declaració, l'anàlisi política i deia que havia estat elaborat pel Combahee River Collective: «va ser un gran risc per a nosaltres, un gran salt d'identificar-nos a nosaltres mateixes en quelcom que sabíem que tindria una gran difusió.»
La historiadora Duchess Harris creu que el col·lectiu va tenir el seu moment de més cohesió i activitat durant els assassinats de Boston, en tenir un succés al que respondre i entorn al que organitzar-se col·lectivament.

## Final
El col·lectiu va realitzar el seu últim retir de contacte al febrer de 1980, i es va dissoldre al llarg d'aquell any.

## Membres i participants destacades
Entre les membres, participants i contribuents del Col·lectiu del riu Combahee destaquen:
- Barbara Smith
- Sharon Page Ritchie
- Cheryl Clarke
- Margo Okazawa Rei
- Gloria Akasha Hull
- Eleanor Johnson
- Demita Frazier
- Audre Lorde
- Cessie Alfonso
- Chirlane McCray
- Beverly Smith